# 周谟 (晋朝)
周谟（?—?），小字阿奴，东晋汝南郡安成县（今河南省汝南县东南）人，周浚的儿子，周顗、周嵩的弟弟。
周谟以周顗的原因，历居显职。王敦死后，诏赠戴若思、谯王司马承等，未及周顗。周谟时为后军将军，上疏为兄长求封赠。疏奏，没有回音。周谟再次上表，然后朝廷追赠周顗。周谟历任少府、丹阳尹、侍中、中护军，封西平侯。死于任上，赠金紫光禄大夫，谥号贞。